# Henrih Mhitarjan
Henrih Mhitarjan (armenski: Հենրիխ Մխիթարյան) (Erevan, 21. siječnja 1989.) armenski je nogometaš koji igra na poziciji napadačkog veznog. Trenutačno igra za Inter Milan. Prvi je put za reprezentaciju odigrao 14. siječnja 2007. godine protiv Paname.
Prije Intera igrao je za Pjunik iz Erevana, Metalurg Donjeck, Šahtar Donjeck, Borussiju Dortmund i Manchester United, Arsenal i Romu. Igrao je za nekoliko dobnih skupina armenskih mladih reprezentacija: do 17, do 19 i do 21 godinu.

## Vanjske poveznice
- Profil na ffa.am
- Profil shakhtar.com
- Povijest karijere na National Football Teams
- Profil na soccerway.com